# Cordyla densiflora
Cordyla densiflora är en ärtväxtart som beskrevs av Milne-redh.. Cordyla densiflora ingår i släktet Cordyla, och familjen ärtväxter. Inga underarter finns listade i Catalogue of Life.